# Черномырдина, Маргарита Алексеевна
Маргарита Алексеевна Черномырдина (род. 6 марта 1996, Москва) — российская футболистка, полузащитник команды ЦСКА и сборной России. Мастер спорта России международного класса.
Муж — футболист Михаил Черномырдин.

## Карьера
Воспитанница московской ДЮСШ «Орбита» (тренер — Александр Бауман). Тренировалась с мальчиками. Была героем уникального события: получила право играть за команду юношей «Буревестник» и «Чертаново» на первенство Москвы, в одном из матчей она забила пять мячей и отметилась точной передачей.

### Клубная
За «Чертаново» начала играть с 2011 года, когда «Чертаново» выступало в первой лиге. В сезоне 2012/13 забила 15 голов.
В Высшей лиге стала выступать с 2015 года, став лучшим бомбардиром «Чертаново» с 4 голами в 19 играх. В сезоне 2016 стала лучшим бомбардиром чемпионата России с 8 голами наравне с одноклубницей Надеждой Карповой.
С 2019 года играет за ЦСКА. Чемпионка России 2019 и 2020 годов.

### В сборной
В составе юниорской сборной России первый матч провела в 2010 году против Турции. В 2012 году в составе юниорской сборной (U17) играла на чемпионате Европы, где забила 1 гол. Всего за юниорскую сборную провела 15 игр, забила 4 мяча.
В составе молодежной сборной России дебютировала в 2012 году в матче международного турнира против Румынии. Всего в молодёжной сборной провела 32 игры, забив 26 мячей.
С августа 2014 года выступает за национальную сборную, дебютировала в отборочном матче чемпионата мира 2015 года против Словакии.
В составе студенческой сборной России получила серебряную медаль на Универсиаде 2015.

## Достижения
- Чемпионка России (2): 2019, 2020
- Серебряный призёр чемпионата России (5): 2018, 2021, 2022, 2023, 2024
- Обладатель Кубка России (2): 2022, 2023
- Финалистка Кубка России (1): 2013
- Финалистка Летней Универсиады (1): 2015
- Лучший бомбардир чемпионата России (1): 2016